# Station Montauban-Ville-Bourbon
Station Montauban-Ville-Bourbon is een spoorwegstation in de Franse stad Montauban. Het station ligt in de stadswijk Villebourbon.
In 1857 werd de lijn Bordeaux - Sète via Toulouse geopend en het jaar erop de spoorlijn naar Aubin - Decazeville. In 1891 werd de lijn naar Parijs via Brive en Limoges geopend.